# دراغونز دوغما
دراغونز دوغما (بالإنجليزية:Dragon's Dogma)، هي لعبة أكشن تقمص الأدوار من نوع تقطيع وذبح، من تطوير ونشر شركة كابكوم، صدرت اللعبة الأصلية بتاريخ 22 مايو، 2012 على أجهزة بلاي ستيشن 3، وإكس بوكس 360، وتمت إعادة إصدارها تحت عنوان "دراغونز دوغما: دارك أرايزن" في الفترة من 2013 إلى 2019 على أجهزة بلاي ستيشن 3، بلاي ستيشن 4، إكس بوكس 360، إكس بوكس ون، مايكروسوفت ويندوز ونينتندو سويتش. تقع أحداث اللعبة في عالم خيالي يشبه جزيرة صقلية، حيث يأخذ اللاعب دور البطل الذي يسعى للإطاحة بالتنين غريغوري. صدرت التكملة عام 2024 لأجهزة بلاي ستيشن 5، وإكس بوكس سيريس إكس، ومايكروسوفت ويندوز.

## طريقة اللعب
دراغونز دوغما، هي لعبة أكشن تقمص الأدوار في بيئة عالمية مفتوحة وبمنظور الشخص الثالث، في هذه اللعبة، يمكن اللاعب الاختيار بين المهن المختلفة: المقاتل (Fighter)، السترايدر (Strider)، الساحر، (Warrior) المحارب، المتصوف (Mystic) الفارس (Knight)، الحارس (Ranger)، القاتل (Assassin)، المشعوذ (Sorcerer)، ورامي السهام الساحر (Magic Archer). كما تتوفر له أيضًا إعدادات اختيار الجنس والمظهر المناسب لشخصيته. تعمل المهنة أو نظام الفصل على تغيير طريقة اللعب والخيارات التكتيكية المتاحة لللاعب. على سبيل المثال، يتمتع المقاتل بقدرات تركز على قتال الاختراق والقطع، كما يتمتع السترايدر بمهارة في تسلق الأعداء الكبار. تم تصميم اللعبة لتكون قابلة للعب حتى من قبل أولئك الذين لا يتمتعون بالمهارة في ألعاب الحركة.

## روابط خارجية
- دراغونز دوغما على موقع IMDb (الإنجليزية)